# Обри Косенс
Обри Косенс (21. маја 1921. — 26. фебруара 1945) био је канадски постхумни добитник Викторијиног крста, највишег и најпрестижнијег признања за галантност у лице непријатеља које се може доделити држављанима Уједињеног Краљевства и Комонвелт нација.

## Војна служба
Обри Косенс рођен је у Лачфорду  21. маја 1921. године, као једини син његових родитеља.  Напустио је школу са 17 година и отишао да ради као одељак на железници Темискаминг и Северни Онтарио. Годину дана након што је преузео овај посао, избио је Други светски рат и Обри је покушао да се придружи војсци и одбијен је јер је сматран премладим. 1940. придружио се као редов, а касније унапређен у каплара. Унапређен је у наредника док је служио као део појачања дана Д у Нормандији у Француској.
У ноћи између 25. и 26. фебруара 1945. у Мосхофу близу Уедема, канадска војска је водила серију напада на немачка упоришта. Током битке његов командант вода је погинуо у акцији и вод је претрпео велике губитке. Наредник Косенс преузео је команду над четворицом преживелих из његовог вода које је поставио на место да га покривају ватром. Трчећи сам напред ка тенку, заузео је изложени положај испред куполе и усмерио њену ватру.
Када је одбијен још један контранапад, наредио је тенку да се забије у неке пољопривредне зграде у које су се повукли немачки нападачи. Ушао је сам, убивши 22 браниоца, а остатак одвео у заробљеништво. Затим је поступио слично са станарима још две зграде али је убијен снајпером кад је отишао да се јави надређеним официрима.